# Jorge Luis Pila
Jorge Luis Pila (Praga, 3 de agosto de 1972) un actor de televisión cubano de origen checo.
Ha trabajado en las telenovelas Al norte del corazón, Secreto de amor, Súbete a mi moto, Más sabe el diablo, Aurora, Acorralada, ¿Dónde está Elisa?, Corazón valiente, La Patrona, En otra piel, Eva la Trailera, La fany Milagros de Navidad.

## Biografía
Los inicios de su carrera fueron con el modelaje en Cuba. Más adelante se trasladó a México donde continuó con su trabajo de modelo y entró como integrante de los bailarines que acompañaban a la cantante Yuri en sus giras de conciertos, labor que cumplió por más de dos años.
Motivado por el mundo del espectáculo, Pila ingresó al Centro de Formación Actoral de TV Azteca para realizar sus estudios de actuación. 
En 1997, haciendo su debut en TV Azteca, protagonizó su primera telenovela titulada Al norte del corazón, compartiendo créditos junto a su exesposa la actriz Anette Michel. La telenovela relata una historia de amor imposible enmarcada en un ambiente de pasiones, intrigas, luchas raciales e injusticias hacia los indocumentados.
Después, vinieron otros títulos como Catalina y Sebastián, Secreto de amor, Yacaranday, Rebeca y Ángel rebelde. Jorge Luis ha sido desde el galán que lucha por el amor de su vida hasta el villano que le hace la vida imposible a sus competidores como en el personaje que interpretó en la telenovela juvenil Súbete a mi moto.
En 2010 realizó un coprotagónico en la producción de Telemundo ¿Dónde está Elisa?, en la que interpretó a Cristóbal Rivas. A partir de ahí firmó un contrato de exclusividad con dicha cadena.
En 2011 protagonizó la telenovela Aurora como Lorenzo Lobos. También participó ese mismo año en la telenovela La casa de al lado como Matías Santa María.
En el año 2013 logró el protagónico de la telenovela La Patrona, donde participó junto a Aracely Arámbula y Christian Bach.
En 2014 participó en En otra piel como Gerardo Fonsi, villano de la historia. Compartió créditos con María Elisa Camargo, Vanessa Villela y David Chocarro.

## Filmografía
| Año         | Proyectos                             | Personaje |
| ----------- | ------------------------------------- | --- |
| 1997        | Al norte del corazón                  | José Francisco Reyes |
| 1999        | Yacaranday                            | Adrián Hernández |
| 1999        | Catalina y Sebastián                  | Antonio |
| 2000        | Ellas, inocentes o culpables          | Luis |
| 2001 - 2002 | Secreto de amor                       | Lizandro Serrano Zulbarán |
| 2002 - 2003 | Súbete a mi moto                      | Carlos |
| 2003        | Rebeca                                | Nicolás Izaguirre Zabaleta |
| 2004        | Ángel rebelde                         | José Armando Santibáñez |
| 2005 - 2006 | Soñar no cuesta nada                  | Ernesto Gómez |
| 2006        | Mi vida eres tú                       | Carlos "El Charlie" Rosendo |
| 2006 - 2007 | Decisiones                            | Franklin / Leonardo / Rafael (el episodio tiene como título "Culpa ajena", el episodio está titulado "Amantes" y el episodio se titula "El misterio de Natalia") |
| 2007        | Acorralada                            | Diego Suárez |
| 2008        | Valeria                               | Salvador Rivera |
| 2009 - 2010 | Más sabe el diablo                    | Jimmy Cardona |
| 2010        | ¿Dónde está Elisa?                    | Cristóbal Rivas |
| 2010 - 2011 | Aurora                                | Lorenzo Lobos |
| 2011        | La casa de al lado                    | Matías Santa María |
| 2012        | Corazón valiente                      | Miguel Valdez |
| 2013        | La Patrona                            | Alejandro Beltrán Guerra |
| 2014        | En otra piel                          | Gerardo Fonsi / Juan Gerardo Suárez |
| 2016        | Eva la Trailera                       | Armando Montes |
| 2017        | La fan                                | El Tuerto Duarte |
| 2017        | Milagros de Navidad                   | Rafael Juárez (episodio 8 titulado "Abriendo muros") |
| 2019        | Decisiones: unos ganan, otros pierden | Carlos Díaz |
| 2021        | 100 días para enamorarnos             | Enrique |
| 2023 - 2024 | Vuelve a mí                           | Alberto Robles |

## Premios y reconocimientos
- 2011: La revista People en Español lo nombró como uno de "Los 50 más bellos".[5]

Premios Tu Mundo
| Año  | Categoría                                 | Trabajo            | Resultado |
| ---- | ----------------------------------------- | ------------------ | --------- |
| 2012 | Mejor actor de reparto                    | Aurora             | Nominado  |
| 2012 | La pareja perfecta (con Karla Monroig)    | La casa de al lado | Nominado  |
| 2013 | Protagonista favorito                     | La Patrona         | Nominado  |
| 2013 | La pareja perfecta (con Aracely Arámbula) | La Patrona         | Ganador   |
| 2014 | Protagonista favorito                     | En otra piel       | Nominado  |

People en Español
| Año  | Categoría                             | Trabajo    | Resultado |
| ---- | ------------------------------------- | ---------- | --------- |
| 2013 | Mejor actor                           | La Patrona | Nominado  |
| 2013 | Pareja del año (con Aracely Arámbula) | La Patrona | Nominado  |

Miami Life Awards
| Año  | Categoría   | Trabajo    | Resultado |
| ---- | ----------- | ---------- | --------- |
| 2014 | Mejor actor | La Patrona | Nominado  |